# Joseph Ludwig Raabe

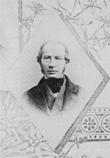
Joseph Ludwig Raabe (ca. 1850)

Joseph Ludwig Raabe (* 15. Mai 1801 in Brody; † 22. Januar 1859 in Zürich) war ein Schweizer Mathematiker.

## Leben und Werk
Raabes Eltern waren recht arm. Daher musste er sich schon früh seinen Lebensunterhalt verdienen, indem er Privatunterricht erteilte. 1820 begann er daneben in Wien am Polytechnikum das Mathematikstudium. 1827 konvertierte er zum Katholizismus. Im Herbst 1831 zog er nach Zürich. Dort habilitierte er sich 1833 und wurde anschließend Gymnasiallehrer und Privatdozent an der Universität. 1836 erhielt er das Bürgerrecht von Schwamendingen-Oerlikon (heute Gemeinde Zürich). 1855 erhielt er einen Lehrstuhl am neu gegründeten eidgenössischen Polytechnikum. Im selben Jahr wurde ihm die Ehrendoktorwürde von der Universität Zürich verliehen.
Raabe wurde durch das nach ihm benannte Kriterium von Raabe bekannt, das zur Überprüfung von Konvergenz bzw. Divergenz unendlicher Reihen dient. Nach ihm ist auch das sogenannte Raabesche Integral der Gammafunktion
{\displaystyle \int \limits _{a}^{a+1}\log \Gamma (t)\,\mathrm {d} t={\tfrac {1}{2}}\log 2\pi +a\log a-a,\quad a\geq 0,}
benannt.
Ferner veröffentlichte er ein dreibändiges Werk über Differential- und Integralrechnung (Zürich 1839–47) sowie 1857–58 zwei Hefte Mathematische Mitteilungen.